# Nyodes dufayi
Nyodes dufayi är en fjärilsart som beskrevs av François Louis Nompar de Caumont de Laporte 1970. Nyodes dufayi ingår i släktet Nyodes och familjen nattflyn. Inga underarter finns listade i Catalogue of Life.